# Klinische Linguistik
Die Klinische Linguistik als Teilgebiet der angewandten Linguistik befasst sich mit der Diagnostik und Therapie von Störungsbildern der Sprache, des Sprechens, des Schluckens sowie der mündlichen und schriftlichen Kommunikation.
Die seit Jahren gestellte Frage der genauen Standortbestimmung dieses noch jungen Faches als Schnittstelle der großen Disziplinen Linguistik, Medizin und Psychologie ist weiterhin offen.

## Ausbildung
Fundiertes linguistisches Wissen mit medizinischen, pädagogischen und psychologischen Kenntnissen über die kognitiven und anatomischen Grundlagen des Spracherwerbs, der Sprachverarbeitung und der Sprachproduktion ist die Grundlage für eine Tätigkeit in der klinischen Linguistik. Klinische Linguisten verfügen zumeist über eine interdisziplinäre Hochschulausbildung mit  Schwerpunkten aus den Bereichen der Störungen der Sprachentwicklung und der Sprechmotorik.
Des Weiteren werden umfangreiche Kenntnisse der theoretischen und deskriptiven Linguistik, Psycho- und Neurolinguistik, Phonetik, Neurophonetik sowie Neurologie, Neuropsychologie und medizinischen Psychologie sowie der Pädagogik erworben. Auch technische Disziplinen wie Informatik, Physik und Mathematik sind enthalten. Abgerundet wird die Ausbildung durch studienbegleitende klinische Praktika. Insofern besteht der Unterschied, dass die Klinische Linguistik ein akademischer Beruf ist, während die Tätigkeit als Logopäde auf einer Berufsausbildung an einer Fachschule beruht.
Studiengänge für eine Ausbildung in der Klinischen Linguistik gibt es unter anderem an den Universitäten in Bielefeld, Köln, Marburg, München und Potsdam.

## Tätigkeitsorte
Klinische Linguisten sind in Kliniken und Praxen tätig, in denen Sprachstörungen diagnostiziert und behandelt werden, oder sie arbeiten in Forschung und Lehre.
Auch eine Praxis-Niederlassung ist nach Zulassung durch den Medizinischen Dienst der Gesetzlichen Krankenkassen möglich. Als Voraussetzung für die Kassenzulassung gilt eine Zertifizierung durch den Bundesverband Klinischer Linguisten (BKL).

## Tätigkeitsfelder
- Sprachstörungen (Aphasien),
- Sprech- und Stimmstörungen (Dysarthrophonien, Sprechstörungen),
- Schluckstörungen (Dysphagien),

und den mit diesen Syndromen zusammenhängenden Störungsbildern, wie
- Schreib- und Lesestörungen (Dysgraphien und Dyslexien) und
- Sprechapraxien, aber auch
- Stimm- und Sprechbildung (menschliche Stimme/Sprechen)

Erarbeitet werden Möglichkeiten und Methoden zu 
- Prävention,
- Früherkennung und Diagnostik,
- Förderung oder Therapie.

Darüber hinaus bieten sich Verbindungen mit den Berufsfeldern der enthaltenen Fachbereiche und Disziplinen in Forschung, Lehre und Therapie an, beispielsweise Computerlinguistik und Spracherwerbsforschung.

## Verwandte Fachdisziplinen
Zu den verwandten Fachdisziplinen zählen Sprechwissenschaft, Sprecherziehung, Sprachheilpädagogik und Logopädie.